# Philipp Bauknecht
Philipp Bauknecht (* 1884 in Barcelona; † 26. Februar 1933 in Davos Dorf) war ein deutscher Maler und Graphiker des Expressionismus.

## Leben

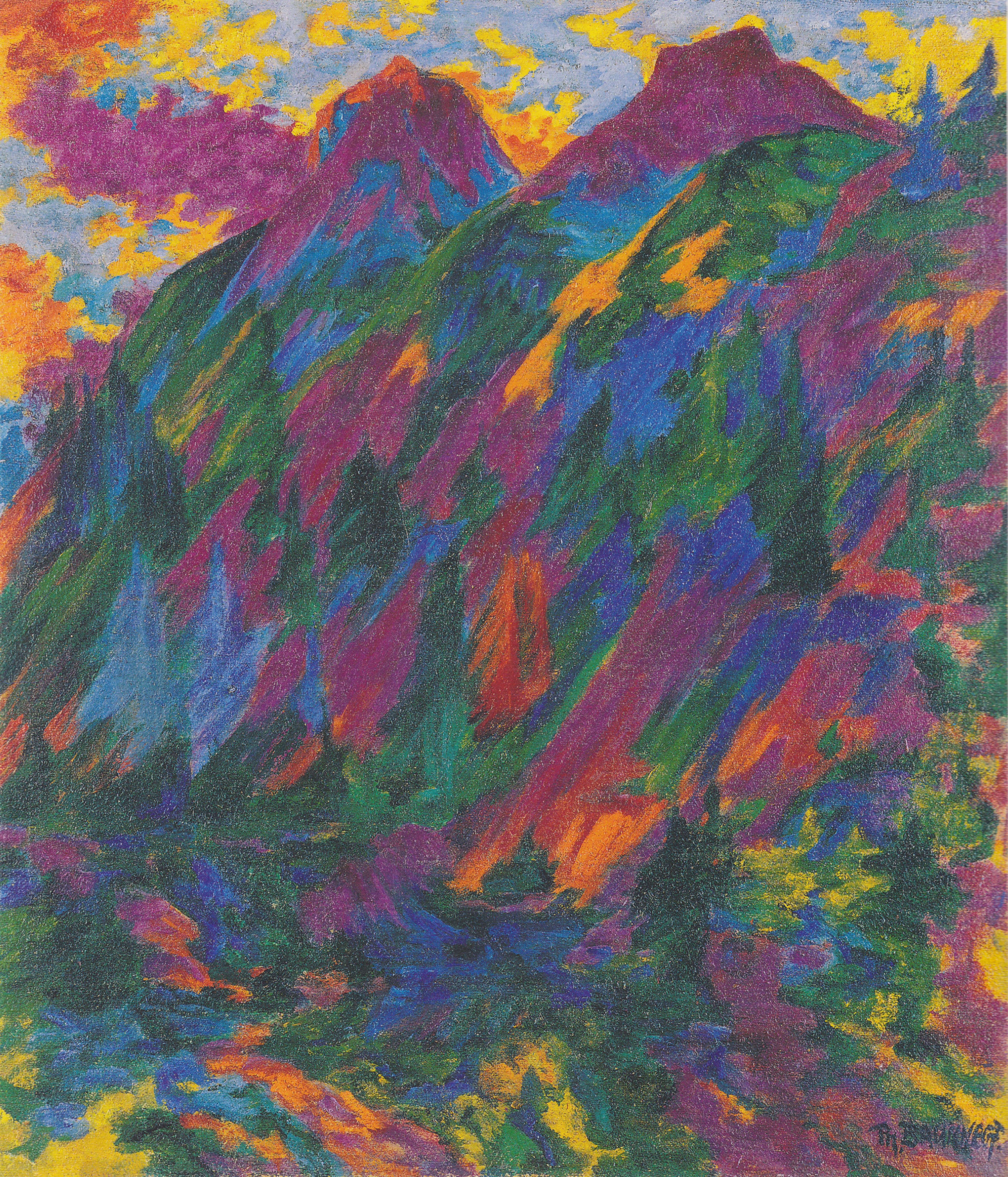
Philipp Bauknecht: Abend im Gebirge, 1920

Philipp Bauknecht wurde 1884 in Barcelona geboren. Er entstammte einer Uhrmacherfamilie aus dem (damals) württembergischen Schramberg. 1892/93 kehrten seine Eltern in ihre Heimatstadt Schramberg zurück. Er absolvierte eine Lehre an der Schreinerfachschule in Nürnberg und besuchte die Königliche Kunstgewerbeschule in Stuttgart unter Bernhard Pankok, dessen Mitarbeiter er wurde. Gegen 1910 verzog er wegen Tuberkulose nach Davos in der Schweiz und lernte dort u. a. Klabund und Erwin Poeschel kennen. Ein paar Jahre später konnte Bauknecht auch Kontakte zu Ernst Ludwig Kirchner knüpfen, mit dessen Werk sich manche Übereinstimmung zeigt. Zwischen 1920 und 1933 gab es in der Schweiz wie auch in Deutschland Ausstellungen seiner Bilder und Holzschnitte. Im Jahr 1925 heiratete er die Niederländerin Ada van Blommestein und reiste mit ihr nach Holland. Ab 1925 verschlechterte sich sein Gesundheitszustand wegen der Tuberkulose. Am 26. Februar 1933 verstarb er während einer Operation in Davos. Seine Witwe zog nach seinem Tod mit ihrem gemeinsamen Sohn in die Niederlande nach Baarn bei Hilversum zurück und bewahrte seine Bilder. Sein Bild Hirtengespräch wurde 1937 von den Nationalsozialisten beschlagnahmt. Seine Werke wurden 1960 wiederentdeckt.

## Sujets
Die Umgebung der Schweizer Alpen und seine Krankheit regten ihn zu Werken über Berge, Landschaften, Dörfer, Eislaufen, Wandern, bäuerliches Leben, Krankheit und Tod an.

## Werke
Die Werke Bauknechts sind in Deutschland in fünf öffentlich zugänglichen Sammlungen zu sehen: LWL Museum für Kunst und Kulturgeschichte Münster; Sammlung Würth, Künzelsau/Schwäbisch Hall; Neue Galerie, Museumslandschaft Hessen-Kassel; Stadtmuseum Schramberg und seit 2020 im Germanischen Nationalmuseum in Nürnberg.

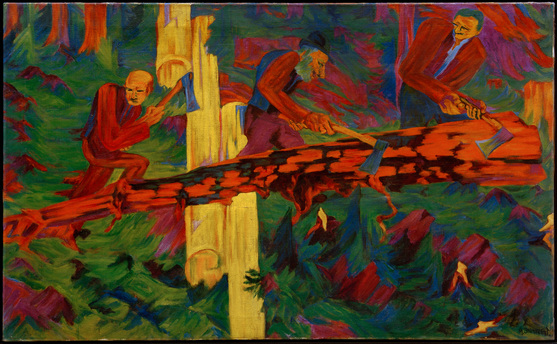
Holzhauer im Wald, vor Mai 1927 (Germanisches Nationalmuseum)
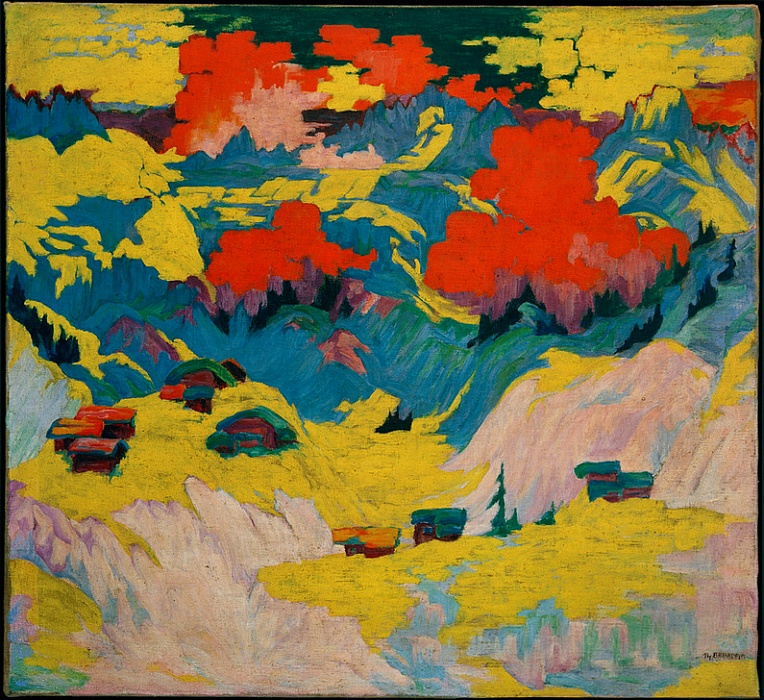
Winterlandschaft bei Davos Laret (Wazzau/Smid 163; Germanisches Nationalmuseum, Leihgabe)
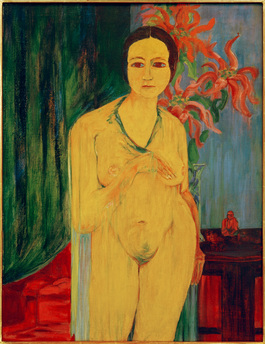
Gelber Akt, 1917–22 (Wazzau/Smid 112; Germanisches Nationalmuseum, Leihgabe)

## Einzelausstellungen
- 1924 Berlin, Juryfreie Kunstschau Landes Ausstellungsgebäude am Lehrter Bahnhof
- 1926 Dresden, Internationale Kunstausstellung
- 1937 München, Entartete Kunst Hofgarten-Arkaden
- 24. April bis 23. Mai 1948: Philipp Bauknecht, Württembergischer Kunstverein.
- 1965 Bremen, Philipp Bauknecht Paula Becker-Modersohn-Haus
- 1976 Davos, Philipp Bauknecht Galerie Iris Wazzau
- 22. Dezember 1984 bis 7. Februar 1985: Philipp Bauknecht. Ausstellung zum 100. Geburtstag, Galerie Iris Wazzau
- 31. März bis 5. Mai 1985 „Philipp Bauknecht, ein deutscher Expressionist Gemälde. Holzschnitte“ Schramberg im Schloss
- 2007-08 Bern, Kunstmuseum, Groningen, Groninger Museum, Chur, Bündner Kunstmuseum Expressionismus aus den Bergen – Kirchner, Bauknecht, Wiegers und die Gruppe Rot Blau
- 2013 Davos,Philipp Bauknecht Galerie Iris Wazzau
- 9. April bis 2. November 2014: Philipp Bauknecht (1884–1933). Davoser Bergwelten im Expressionismus, Museum Würth in Künzelsau (Hohenlohekreis)[4]
- 23. November 2014 bis 19. April 2015: Philipp Bauknecht. Davoser Bergwelten im Expressionismus, Kirchner Museum Davos